# Palau-solità i Plegamans
Palau-solità i Plegamans (em catalão e oficialmente) ou Palau de Plegamáns (em castelhano) é um município da Espanha, na comarca do Vallès Occidental, província de Barcelona, comunidade autónoma da Catalunha. Tem 14,9 km² de área e em 2021 tinha 14 917 habitantes (densidade: 1 001,1 hab./km²).
O município faz fronteira com a comarca do Vallès Oriental. Limita ao norte com Caldes de Montbui e Lliçà d'Amunt, a leste com Lliçà de Vall e com um enclave histórico de Montcada i Reixac, ao sul com Mollet del Vallès e Santa Perpètua de Mogoda, e a oeste com Polinyà e Sentmenat.